# قليل الببتيد

مثال على ثلاثي الببتيد (Val-Gly-Ala) مع نهاية أمينية معلمة بالأخضر (L-فالين) ونهاية كربوكسيلية معلمة بالأزرق (L-ألانين).

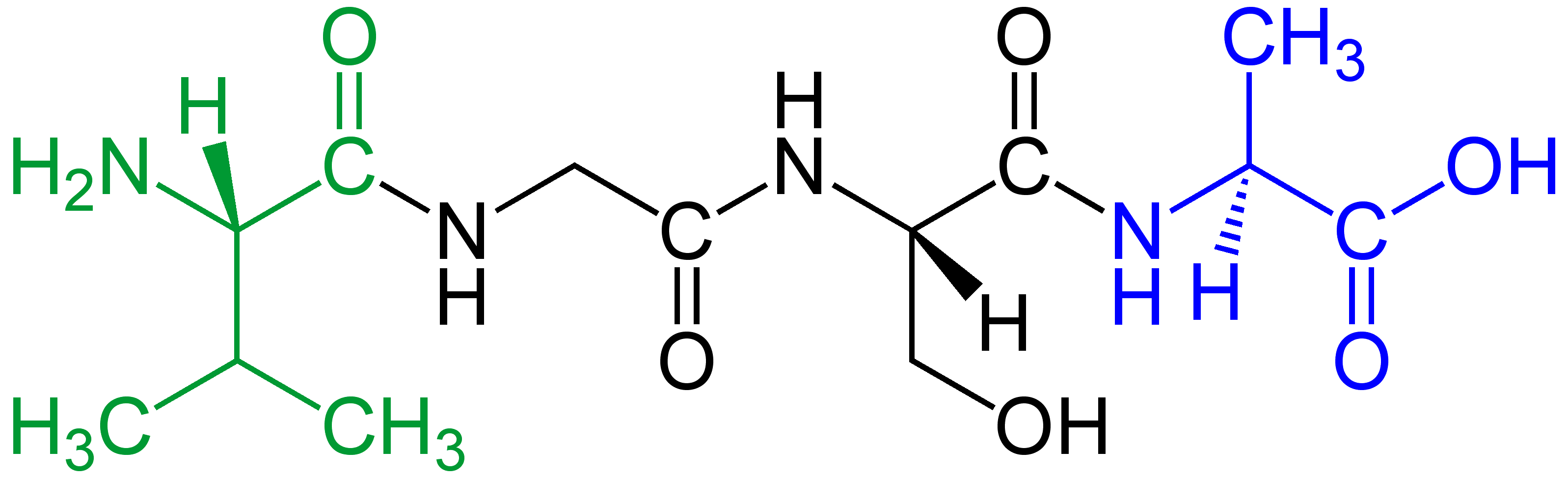
مثال على رباعي الببتيد (Val-Gly-Ser-Ala) مع نهاية أمينية معلمة بالأخضر (L-فالين) ونهاية كربوكسيلية معلمة بالأزرق (L-ألانين).

قليل الببتيد (بالإنجليزية: oligopeptide)‏ هو ببتيد يتكون من حمضين إلى 20 حمض أميني ويشمل: ثنائيات الببتيد، ثلاثيات الببتيد، رباعيات الببتيد وخماسي الببتيد. من أقسام قليلات الببتيد المشهورة التي تظهر طبيعيا نجد: الأيروجينوسينات، السيانوببتولينات، الميكروسيستينات، الميكروفيريدينات، الميكروجينينات، الأنبينوببتينات والسيكلوميدات. الميكروسيستينات هو النوع المدروس بكثرة بسبب احتمالية تأثيره السمومي على الماء الشروب. وجد استعراض لبعض قليللات الببتيد أن أكبر قسم هو السيانوببتولينات (40.1%)، تليها الميكروسيستينات (13.4%).

## الإنتاج
تُنتج أقسام قليلات الببتيد بواسطة تخليق البيبتديات اللاريبوسومي (NRPS)، باستثناء السيكلاميدات والميكروفيريدينات التي تخلق عبر مسارات ريبوسومية.